# Emine Djaparova
Emine Djaparova sau Ceppar (nume complet în ucraineană Еміне Айяровна Джапарова, iar în tătară crimeeană Emine Ayar qızı Ceppar; n. 5 mai 1983, Krasnodar, RSFS Rusă, URSS) este o politiciană și jurnalistă ucraineană de etnie tătară crimeeană. A fost prim-viceministru al Afacerilor Externe al Ucrainei (2020-2024) și reprezentant al Ucrainei la organizațiile internaționale de la Viena (22 februarie – 10 iulie 2024).

## Biografie
S-a născut la 5 mai 1983 în Krasnodar, RSFSR. A frecventat școala medie în Crimeea.
În 2000, a fost admisă la Institutul de Relații Internaționale al Universității Naționale Taras Șevcenko din Kiev⁠(d) la specialitatea „Relații internaționale”. În 2005, a participat la programele „International Visitor Leadership Program” și „Youth Alternative” ale Departamentului de Stat al SUA și a fost stagiară în cadrul proiectului „Alternativa pentru tineret” în Secretariatul prim-vicepreședintelui Radei Supreme a Ucrainei. În 2006, a absolvit studiile superioare cu diplomă de politolog internațional și de traducător de limbă engleză. În 2008, a absolvit un program de formare pentru diplomați la Institutul de Relații Internaționale Clingendael din Țările de Jos⁠(d).

### Carieră politică
În 2002-2003 Djaparova a fost asistentă a prim-viceprim-ministrului Ucrainei⁠(d) pe probleme umanitare și legate de minorități naționale. Din martie 2008 până în ianuarie 2010, ea a lucrat ca atașat⁠(d) în Departamentul de cooperare culturală și umanitară al Ministerului Afacerilor Externe al Ucrainei. Din octombrie 2015 până în aprilie 2016 a fost consilieră a ministrului politicii informaționale⁠(d) pe problemele de profil ale Crimeei. Ulterior, a devenit prim-viceministru în aceeași instituție. A demisionat în septembrie 2019.
În 2019 a candidat la alegerile parlamentare⁠(d) cu nr. 4 pe listele Partidului „Strategia ucraineană a lui Hroisman”⁠(d).
La 18 mai 2020 a preluat funcția de prim-viceministru al Afacerilor Externe, promovând, în această calitate, Platforma Crimeea. A fost de asemenea numită șef al Comisiei Naționale a Ucrainei pentru UNESCO⁠(d). La 22 februarie 2024 a fost numită reprezentant permanent al Ucrainei la organizațiile internaționale de la Viena. În luna aprilie a aceluiași an guvernul a revocat-o din funcția de prim-viceministru al Afacerilor Externe.
În iulie 2024, soțul său, oligarhul Hennadi Boholiubov⁠(d), a fost acuzat de trecerea ilegală a graniței, iar asupra lui Djaparova au apărut bănuieli că ea l-ar fi ajutat. La scurt timp, la 12 iulie, ea a demisionat din funcția de reprezentant permanent al Ucrainei la organizațiile internaționale de la Viena.

### Carieră jurnalistică
În perioada 2011-2014 Djarapova a fost prezentatoare și redactoare la canalul de televiziune tătar crimeean ATR, fiind implicată în programul de știri „Zaman”, show-ul de modă „Sherfe fashion” și emisiunea „PROkino”. În 2014, a lucrat ca editor video și redactor-șef asistent la Krym.Realii⁠(d). În februarie 2014, a început să lucreze ca jurnalist la Radio Svoboda.

## Viață personală
Emine Djarapova a fost căsătorită cu Lenur Nimetullaiev, cu care are două fiice – Iman și Alem-Sultan. În 2023 s-a căsătorit cu Hennadi Boholiubov⁠(d), oligarh ucrainean, unul dintre cei mai bogați oameni de afaceri din Ucraina. Cuplul are un copil născut în mai 2024.

## Recunoaștere
La 22 decembrie 2021 a fost decorată cu Ordinul de Merit⁠(d) gradul III „pentru contribuție personală semnificativă la consolidarea cooperării internaționale a Ucrainei, mulți ani de activitate diplomatică fructuoasă și înalt profesionalism”.